# Magister Negi Magi
Magister Negi Magi (jap. 魔法先生ネギま! Mahō sensei Negima!) – shōnen-manga autorstwa Kena Akamatsu. Opowiada o 10-letnim chłopcu o imieniu Negi pochodzącym z Walii, który został nauczycielem języka angielskiego w japońskiej szkole dla dziewcząt. Musi ukrywać, że jest magiem, co jest trudne. Jednakże już na początku jego tajemnicę poznaje Asuna, jedna z uczennic. Negi przeżywa wiele przygód i dowiaduje się coraz więcej o swoim ojcu, którego poszukuje.
W Polsce anime zarówno pierwsza, jak i druga seria anime zostały wydane przez Anime Virtual pod tytułami kolejno: Magister Negi Magi oraz Magister Negi Magi Negima!?.

## Bohaterowie
- Negi Springfield – główny bohater, 10-letni czarodziej, który uczy języka angielskiego w żeńskiej szkole Mahora. Jak na 10-latka jest bardzo wykształcony i bystry. Niezwykle pomocny, ale gdy przychodzi co do czego – zupełnie bezradny.

- Sayo Aisaka – Uczeń #1 – duch dziewczyny mieszkający w szkole, której nie może opuścić. Na początku uznawana za demona, później zaprzyjaźnia się z Kazumi. W dalszej części mangi może opuścić kampus szkoły dzięki opanowaniu małej lalki.

- Asuna Kagurazaka (Prawdziwe imię: Asuna Vesperina Theotanasia Enteofushia) – Uczeń #8 – pierwsza osoba, która dowiaduje się, że Negi jest czarodziejem. Na początku nienawidzi bohatera, ale potem zaczyna go lubić przy okazji traktując Negiego jak młodszego brata. Jako pierwsza zawiera z Negim kontrakt, podczas walki z Evangeline. Otrzymuje wtedy kartę Pactio, która posiada wiele przydatnych zastosowań podczas walki. Należy do grupy „Baka Rangers” (Baka Czerwony).

Jej artefaktem jest Ensis Exorcizans – wachlarz bądź miecz (zależnie od sytuacji), za pomocą którego dziewczyna potrafi niszczyć demony. Sama jest odporna na zaklęcia magiczne.
- Evangeline A.K. McDowell (Pełne imię: Evangeline Anastasia Katherine McDowell) (Władca Marionetek) – Uczeń #26 – najgroźniejsza z wampirów (Shinso), która został pokonana przez ojca Negiego. Szuka zemsty na jego synu, ale po nieudanej próbie, daruje to sobie i po pewnym czasie zaprzyjaźnia się z głównym bohaterem. Zostaje nawet nauczycielką głównego bohatera, pomagając mu zdobyć doświadczenie w walce.

- Miyazaki Nodoka – Uczeń #27 – dziewczyna o fioletowych włosach, należąca do klubu bibliotekarskiego. Jest również „posiadaczką” wstrętu do mężczyzn, który powoli mija pod wpływem jej nauczyciela, w którym z czasem się zakochuje. Jako druga (przypadkowo) zawiera Pactio z Negim.

Jej artefakt to Diarium Ejus – magiczny pamiętnik pokazujący myśli osoby, której imię zostanie wypowiedziane przez posiadacza artefaktu. Jeśli Nodoka nie zna imienia, nie może przeczytać myśli tej osoby i pamiętnik pokazuje jej własne.
- Ayase Yue – Uczeń #4 – jedna z przyjaciółek Nodoki. Bardzo opanowana i taka której już nic nie imponuje – przyczyną tego jest fakt, iż po śmierci jej ukochanego dziadka (i jedynego krewnego), Yue straciła chęć do życia. Jest niezwykle inteligentna, ale nie lubi się uczyć przez co należy do grupy – Baka Rangers (jako Baka czarny). Próbuje połączyć Negiego i Nodokę, choć sama coś czuje do głównego bohatera. Lubi czytać (należy do zespołu bibliotekarskiego) i pić różne dziwne napoje.

Jej artefaktem jest Orbis Sensualium Pictus, magiczna encyklopedia, w której może znaleźć odpowiedzi na prawie każde pytanie związane z magią i magicznym światem.
- Albel Kamomille (zwany też Camo-kun) – Czarodziej, zamieniony w śnieżnobiałego gronostaja, który mówi. Aniki (tak się zwraca do Negiego) uratował go kiedyś z pułapki i od tamtego czasu Kamo nie odstępuje głównego bohatera. Uwielbia majtki i często je kradnie. Jest trochę zboczony. Rzeczą, na której mu najbardziej zależy, są oczywiście pieniądze. Bez przerwy próbuje je więc zdobyć – nawet kosztem innych. Przy każdej możliwej okazji stara się o zawarcie kontraktu przez Negiego – Teoretycznie dla jego dobra, a w praktyce dla kasy, którą dostaje za sprzedaż kart kontraktu na czarnym rynku.

- Chachamaru Karakuri – Uczeń #10 – robot najnowszej generacji, służąca i jednocześnie partner Evangeline. Bardzo silna i niezwykle przywiązana do swej pani.

W 262 rozdziale nawiązuje Pactio z Negim, rozwiewając tym samym swoje wątpliwości, czy posiada duszę.
- Konoka Konoe – Uczeń #13 – jest wnuczką dyrektora szkoły Mahora. Mieszka w pokoju z Negim i Asuną. (Uwaga:Spoiler) Na dodatek, choć sama o tym nie wie, jest córką Przewodniczącego Magów Zachodu i bardzo potężnym magiem. Trzecia posiadaczka Pactio z Negim.

- Setsuna Sakurazaki – Uczeń #15 – utalentowany wojownik, obrończyni Konoki. Używa stylu walki Shinmei Ryuu (sztuka walki Motoko Aoyamy z Love Hina). Jest półdemonem wyrzuconym z klanu z powodu białych skrzydeł, które uważane są za zły znak.

- Ayaka Yukihiro – Uczeń #29 – przewodnicząca klasy, jest dziedziczką wielkiej fortuny. Przyjaciółka Asuny z dzieciństwa, choć tego po nich nie widać. Bardzo lubi Negiego, bowiem przypomina mu jej młodszego (niestety nie żyjącego) braciszka.

- Fuuka i Fumika Narutaki – Uczeń #22 i #23 – siostry bliźniaczki, bardzo dziecinne, zdawałoby się, ale potrafią myśleć przerażająco dojrzale. Jednakże to Fuuka ma zazwyczaj niebezpieczne i szalone pomysły. Fumika jest tą, która próbuje hamować wybryki swojej bliźniaczki.

- Asakura Kazumi – Uczeń #3 – dziennikarka szkolna, dowiaduje się o tajemnicy Negiego, ale jej dochowuje (co do niej niepodobne). Razem z Albelem starają się załatwić Negiemu jak najwięcej kontraktów (bo to, według nich, jest zyskowne). Sama również zdobywa Pactio z Negim.

- Ku Fei – Uczeń #12 – mistrzyni wschodnich sztuk walki, później trenerka Negiego. Należy do Baka Rangers (Baka Żółty)

W 260 odcinku mangi (Kiss Kiss Carnival, część 1) po przegranej walce ze swoim uczniem w siłowaniu się na ręce, nawiązuje z nim Pactio.
- Sasaki Makie – Uczeń #16 – ćwiczy gimnastykę artystyczną. Należy do Baka Rangers (Baka Różowy)

- Nagase Kaede – Uczeń #20 – trenuje ninjitsu, jest w tym naprawdę dobra. Należy do Baka Rangers (Baka Niebieski)

- Sakurako Shiina – Uczeń #17 – należy do klubu cheerleaderek, bardzo lubi Negiego. Zawsze uśmiechnięta Sakurako jest zwariowaną osóbką lubiącą karaoke.

- Mana Tatsumiya – Uczeń #18 – „dziewczyna z dwoma pistoletami”, biathlonistka. Uczestniczy w polowaniach na demony, posiada nieaktywne pactio z nieznanego „związku”.

- Yuuna Akashi – Uczeń #2 – należy do drużyny koszykarskiej.

- Natsumi Murakami – Uczeń #28 – jak sama o sobie mówi „niczym nie wyróżniająca się dziewczyna z mnóstwem piegów na twarzy”. Razem z Chizuru odnajduje zamienionego w pieska Kotarou, później opiekuje się nim.

W 261 odcinku mangi (Kiss Kiss Carnival, część 2) nawiązuje Pactio z Kotarou.
- Chizuru Naba – Uczeń #21 – bardzo kształtna koleżanka Natsumi, posiadaczka największego biustu w klasie.

- Chisame Hasegawa – Uczeń #25 – z pozoru wredna kujonka, która okazuje się być internetowym idolem znanym jako Chiu. Z początku nienawidzi Negiego, wyżywając się na nim na swojej stronie internetowej, jednak później zawiera z nim kontrakt. (twierdzi że jej klasa to klasa dziwadeł)

- Zazie Rainyday – Uczeń #31 – w skrócie „bardzo tajemnicza dziewczyna”. Rzadko odzywająca się i występująca Zazie, zawsze jest otoczona gromadką ptaków. Niewiele o niej wiadomo, należy do klubu akrobatycznego i miejskiego cyrku.

- Ako Izumi – Uczeń #5 – spokojna dziewczyna. Kierowniczka klubu piłkarskiego i pomoc pielęgniarska.

- Kotarou Inugami – Prawdopodobnie rówieśnik Negiego przeniesiony z Towarzystwa Magii Kansai do Towarzystwa Magii Kantou. Jest psim półdemonem (z tego powodu porzucony przez stado).